# Vithanakande Samarasinghe
Vithanakande Samarasinghe (16 gennaio 1962) è un ex maratoneta cingalese.

## Palmarès
| Anno | Manifestazione  | Sede | Evento   | Risultato | Prestazione | Note |
| ---- | --------------- | ---- | -------- | --------- | ----------- | ---- |
| 1987 | Mondiali        | Roma | Maratona | 34º       | 2h28'35"    |      |
| 1988 | Giochi Olimpici | Seul | Maratona | 65º       | 2h31'29"    |      |

## Altre competizioni internazionali[1]
1987
- Argento ai Giochi dell'Asia meridionale ( Islamabad) - 2h16'00"

1989
- 33º in Coppa del mondo di maratona ( Milano) - 2h17'35"
- 9º alla Maratona del lago Biwa ( Ōtsu) - 2h19'27"

1992
- Argento alla Maratona di Shenzhen ( Shenzhen) - 2h20'57"

1993
- Argento ai Giochi dell'Asia meridionale ( Dacca) - 2h21'58"